# Kosemin (gmina)
Kosemin – była gmina wiejska istniejąca do 1954 roku w woj. warszawskim. Nazwa gminy pochodzi od wsi Kosemin, lecz siedzibą władz gminy był Zawidz Kościelny.
W okresie międzywojennym gmina Kosemin należała do powiatu sierpeckiego w woj. warszawskim. Po wojnie gmina zachowała przynależność administracyjną. Według stanu z 1 lipca 1952 roku gmina składała się z 19 gromad.
Gminę zniesiono 29 września 1954 roku wraz z reformą wprowadzającą gromady w miejsce gmin. Jednostki nie przywrócono 1 stycznia 1973 roku po reaktywowaniu gmin, utworzono natomiast gminę Zawidz z siedzibą w Zawidzu Kościelnym (większą niż dawna gmina Kosemin).